# تاتواسیدی
تاتواسیدی (به انگلیسی: Tattvasiddhi، به هندی: ساتیاسیدی ساسترا Satyasiddhi-Śāstra، به چینی: 成實論، به ژاپنی: 成實論 Jōjitsu-ron) یک متن بودایی ابهیدارما هندی نوشته شده توسط شخصیتی به نام هاریوارمن (۲۵۰–۳۵۰) است. این متن در سال ۴۱۱، توسط کمارجیو به چینی ترجمه شد. این ترجمه (شماره Taishō: T1646) تنها نسخه موجود است که در چین رایج شد. این متن توسط شخصی به نام «N.Aiyaswami Sastri» در سال ۱۹۷۸ به انگلیسی نیز ترجمه شد.